# 韋倫采
韋倫采（匈牙利語：Velence）是匈牙利的城鎮，位於該國中部韋倫采湖畔，由費耶爾州負責管轄，面積33.37平方公里，2011年人口5,241，其中約一半居民信奉天主教。